# 阿爾布雷希特·布蘭迪

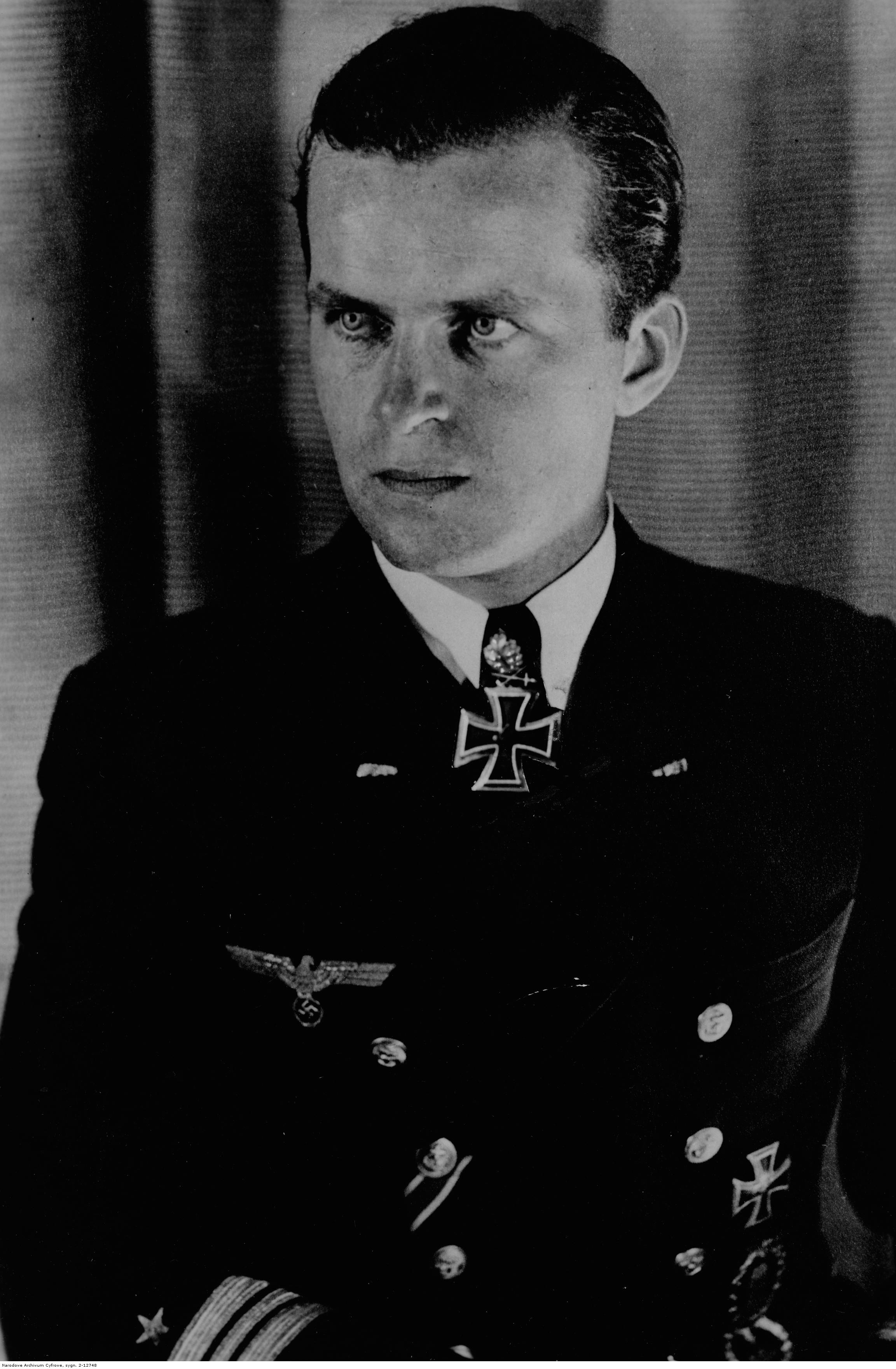
阿爾布雷希特·布蘭迪

阿爾布雷希特·布蘭迪（德語：Albrecht Brandi，1914年6月20日-1966年1月6日）是二戰期間納粹德國海軍的一名德國U艇指揮官，與沃爾夫岡·呂特一起獲得了鑽石橡葉佩劍騎士鐵十字勳章。布蘭迪共擊沉了8艘商船，總噸位為25,879總登記噸（GRT)、1艘810總噸的輔助戰艦、3艘5100噸的戰艦。
布蘭迪是工業經理恩斯特·布蘭迪（Ernst Brandi）的兒子，出生多特蒙德，成長於於魏瑪共和國時期。1933年第三帝國崛起後，他於1935年加入海軍。在掃雷艦服役後，布蘭迪於1941年4月開始了他的U艇生涯。他首先擔任U-552的訓練指揮官，之後於1942年4月指揮U-617進行了七次戰爭巡邏，除了一次在地中海戰區進行巡邏。1943年9月12日，U-617在摩洛哥海岸外遭到空襲。U-617嚴重受損，迫使布蘭迪將船擱淺。船員棄船並被西班牙軍隊扣留。布蘭迪逃脫拘禁並返回德國，在那裡他指揮了U-380，他在一次巡邏中進行了一次巡邏，然後潛艇在土倫港口的一次空襲中被摧毀。然後他獲得了U-967的指揮權。一次巡邏後，布蘭迪被任命為波羅的海東部U艇行動負責人。1945年1月，布蘭迪被任命負責荷蘭的小型海戰部隊（Marinekleinkampfverbande）的指揮，並在戰爭結束時向加拿大軍隊投降。